# Sammlung für Völkerkunde
Sammlung für Völkerkunde (Kolekcja etnograficzna) – jedno z najważniejszych muzeów etnologicznych w Niemczech mieszczące się w Instytucie Etnologii na Uniwersytecie w Getyndze.
Ustanowione zostało w 1780, odnowione w 1930, zawiera około 17 000 eksponatów etnograficznych. Powierzchnia wystawiennicza wynosi około 300 m² rozłożonych na dwa piętra. Od 6 lutego 2000 otworzono tutaj ekspozycję stałą.
Istotnymi elementami ekspozycji są pochodzące z drugiej wyprawy Cooka i sprowadzone przez Georga Forstera zbiory z mórz południowych (Hawaje, Tahiti, Tonga i Nowa Zelandia), a także pochodzące od barona von Asch przedmioty z Syberii i obszarów polarnych.